# Tounatea tomentosa
Tounatea tomentosa là một loài thực vật có hoa trong họ Đậu. Loài này được (DC.) Taub. miêu tả khoa học đầu tiên năm 1891.